# گینسهایم-گوشتافسبورگ
گینسهایم-گوشتافسبورگ (به آلمانی: Ginsheim-Gustavsburg) یک شهر و شهر در آلمان است که در Groß-Gerau واقع شده‌است. گینسهایم-گوشتافسبورگ ۱۶٬۰۳۶ نفر جمعیت دارد.